# Dobrići
Dobrići är ett samhälle i Bosnien och Hercegovina.   Det ligger i entiteten Federationen Bosnien och Hercegovina, i den sydvästra delen av landet, 100 km väster om huvudstaden Sarajevo. Dobrići ligger 831 meter över havet och antalet invånare är 455.
Terrängen runt Dobrići är varierad.Närmaste större samhälle är Podhum, 11,9 km nordväst om Dobrići. 
Omgivningarna runt Dobrići är en mosaik av jordbruksmark och naturlig växtlighet. Runt Dobrići är det ganska tätbefolkat, med 93 invånare per kvadratkilometer.